# Selvin Young
Selvin Young (Houston, 1º ottobre 1983) è un giocatore di football americano statunitense che non è stato scelto nel Draft ma in seguito ha firmato coi Denver Broncos della National Football League. Attualmente è un free agent. Al college ha giocato a football coi Texas Longhorns con cui ha vinto il titolo nazionale nel 2005.

## Carriera professionistica

### Denver Broncos
Al debutto come rookie nella stagione 2007 ha giocato 15 partite di cui 8 da titolare, correndo 140 volte per 729 yard (record personale) con un touchdown e un fumble, 35 ricezioni per 231 yard (record personale) con un fumble, 3 ritorni su kickoff per 56 yard, con un totale di 2 fumble di cui uno perso e uno recuperato.
Nella stagione successiva ha giocato 8 partite di cui 5 da titolare, correndo 61 volte per 303 yard con un touchdown e un fumble non recuperato, 3 ricezioni per 16 yard e 8 ritorni su kick off per 176 yard (record personale).
Il 30 aprile 2009 è stato tagliato dai Broncos.

## Vittorie e premi
nessuno

## Statistiche
| Partite totali             | 23    |
| Partite totali da titolare | 13    |
| Yard su corsa              | 1.032 |
| Touchdown su corsa         | 2     |